# 玄滩镇
玄滩镇，是中华人民共和国四川省泸州市泸县下辖的一个乡镇级行政单位。

## 行政区划
玄滩镇下辖以下地区：
正大街社区、东街社区、西街社区、中和社区、喻坪社区、金龙寺村、老油房村、通山村、石鹅沟村、玄丰村、新屋村、平安村、刁河村、黄坭村、涂场村、龙凤村、涂丰村、易湾村、太阳村、中心村、海罗村、玉石村、黄泥滩村、劳动村和朱和村。